# Роса
Роса́ — капли жидкой воды, выделившейся из влажного газа на охлаждённых предметах ; вид атмосферных осадков.
Когда температура достаточно низкая, водяной пар может десублимироваться и принимать различную ледяную форму в процессах образования называется зернистой или кристаллической изморозью, или инеем.
Поскольку роса связана с температурой поверхностей, в конце лета она наиболее легко образуется на поверхностях, которые не нагреваются за счет проводимого тепла от глубокого грунта, таких как трава, листья, перила, крыши автомобилей и мосты.

## Образование росы
Из-за охлаждения воздушной массы водяной пар будет конденсироваться в капли в зависимости от температуры и давления воздуха. Температура, при которой капельки формируются, называется точкой росы. Когда температура поверхности падает, в конечном итоге достигая точки росы, водяной пар из атмосферы конденсируется с образованием небольших капель на поверхности. Это происходит обычно ночью. В пустынных регионах роса является важным источником влаги для растительности. Достаточно сильное охлаждение нижних слоёв воздуха происходит, когда после заката солнца объекты на поверхности земли быстро охлаждаются посредством теплового излучения. Благоприятными условиями для этого являются чистое небо и покрывающий поверхность материал с низкими коэффициентами теплоемкости и теплопроводности, например, трава. Особенно сильное образование росы происходит в тропических регионах, где воздух в приземном слое содержит много водяного пара и благодаря интенсивному ночному тепловому излучению земли существенно охлаждается.
Температура воздуха, до которой должен охладиться воздух при данном его влагосодержании, чтобы водяной пар достиг насыщения, называется точкой росы.
Предпочтительные погодные условия включают отсутствие облаков и небольшое количество водяного пара в верхних слоях атмосферы для минимизации парниковых эффектов и достаточную влажность воздуха у земли. Типичные росные ночи классически считаются спокойными, потому что ночной ветер переносит более теплый воздух с более высоких уровней на остывающую поверхность. Однако, если основным источником влаги является атмосфера (этот процесс и называется выпадением росы), необходима определённая вентиляция для замены уже осушенных воздушных масс. Самые оптимальные скорости ветра можно найти на засушливых островах. Однако, если влажная почва под ней является основным источником пара (этот тип образования росы называется дистилляция), ветер перестаёт быть благоприятным фактором.
Процессы образования росы не ограничивают её возникновение ночью и на открытом воздухе. Они могут воспроизводиться в теплом влажном помещении или в производственных процессах. Однако в этих случаях предпочтение отдается термину конденсация.

## Искусственный сбор
Сбор росы потенциально обеспечивает доступность воды в районах, где практически отсутствуют поддерживающие водный уровень погодные явления, такие как дождь.
Некоторые искусственные устройства, такие как античные большие каменные сваи на Украине, средневековые на юге Англии и покрытия из вулканического камня на полях Лансароте, считались устройствами для улавливания росы, но существовали версии, что они работали также и на других принципах. В настоящее время Международная организация по сбору росы (OPUR) работает над эффективными конденсаторами на основе фольги для регионов, где дождь или туман не могут покрыть потребности в воде в течение всего года.
Масштабные системы сбора росы были созданы Индийским институтом управления в Ахмедабаде (IIMA) при участии OPUR в прибрежном полузасушливом районе Кутч
Эти конденсаторы могут собирать более 200 литров (в среднем) росы. Вода в сутки примерно на 90 ночей в сезон росы с октября по май. Исследовательская лаборатория IIMA показала, что роса может служить дополнительным источником воды в прибрежных засушливых районах.
Предложена схема масштабного сбора росы. Она предусматривает циркуляцию холодной морской воды в коллекторах EPDM у берега моря.  Они конденсируют росу и туман для подачи чистой питьевой воды.  Другие, более поздние исследования показывают возможную интеграцию на крыше устройств для сбора росы.